# Sudur
Sudur (ryska: Судур) är en ort i Azerbajdzjan.   Den ligger i distriktet Qusar Rayonu, i den norra delen av landet, 190 km nordväst om huvudstaden Baku. Sudur ligger 1 787 meter över havet och antalet invånare är 568.
Terrängen runt Sudur är bergig västerut, men österut är den kuperad. Runt Sudur är det ganska glesbefolkat, med 48 invånare per kvadratkilometer.. Närmaste större samhälle är Anykh, 16,7 km öster om Sudur. 
Trakten runt Sudur består i huvudsak av gräsmarker.